# أيام وليالي (فلم)
أيام وليالي فيلم مصري إنتاج 1955، إخراج هنري بركات، تأليف يوسف جوهر، بطولة عبد الحليم حافظ، إيمان، أحمد رمزي.

## فريق العمل
إخراج: هنري بركات

تأليف:
- هنري بركات
- يوسف جوهر

إنتاج: أفلام محمد عبد الوهاب

### تمثيل
- عبد الحليم حافظ
- إيمان
- أحمد رمزي
- محمود المليجي
- عقيلة راتب
- كمال حسين
- سهير الباروني
- سراج منير

## أغاني الفيلم
| الأغنية        | المؤلف        | الملحن          |
| -------------- | ------------- | --------------- |
| توبة           | حسين السيد    | محمد عبد الوهاب |
| شغلوني         | حسين السيد    | محمد عبد الوهاب |
| أنا لك على طول | مأمون الشناوي | محمد عبد الوهاب |
| عشانك يا قمر   | مأمون الشناوي | محمد عبد الوهاب |
| إيه ذنبي إيه   | مأمون الشناوي | محمد عبد الوهاب |

## روابط خارجية
- مقالات تستعمل روابط فنية بلا صلة مع ويكي بيانات